# Ernst van der Beugel

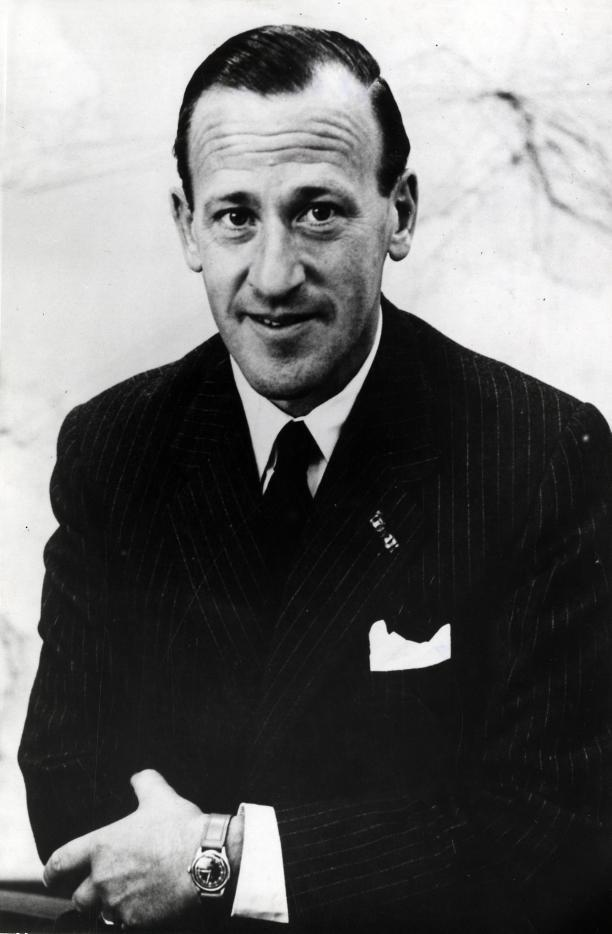
Ernst van der Beugel (1961)

Ernst Hans van der Beugel (* 2. Februar 1918 in Amsterdam; † 29. September 2004 in Den Haag) war ein niederländischer Diplomat, Politiker, Manager und Hochschullehrer.

## Leben
Er entstammte einem gutbürgerlichen Elternhaus in Amsterdam und war der Sohn des Theodor Max van der Beugel (* 1889), der um 1920 die „Villa Georgina“ als Sommerhaus in Zandvoort  kaufte, und der Sophia van Praag (1891–1964). Beugel schloss 1941 das Studium der Wirtschaftswissenschaft an der Universität von Amsterdam ab, promovierte allerdings erst 1965 an der Universität Leiden. Seine Dissertation hatte ein Vorwort von Henry Kissinger.
Im Jahr 1945 kam Beugel ins niederländische Verkehrsministerium und wechselte 1946 ins Wirtschaftsministerium. 1947 war er Sekretär und Büroleiter der niederländischen Delegation des Außenministeriums bei der ersten Marshallplan-Konferenz in Paris. 1952 war er Leitender Direktor für das Wirtschafts- und Militärhilfeprogramm OEEC. In den Jahren 1957 und 1958 arbeitete er für die sozialdemokratische Arbeiterpartei als Staatssekretär für europäische Integration und Vizeaußenminister im Außenministerium des vierten Kabinetts von Ministerpräsident Willem Drees, wobei er maßgeblich an Gründung und Aufbau der Europäischen Wirtschaftsgemeinschaft (EWG) beteiligt war. Der deutsche Diplomat Berndt von Staden schreibt in seinen Erinnerungen über Beugel: „... sind mir die dramatis personae nicht mehr gegenwärtig, wenn ich von dem sehr artikulierten niederländischen Staatssekretär Ernst van der Beugel absehe, der mit der Autorität einer Großmacht sprach.“ 1959 war er Botschafter und Sonderberater im Außenministerium. Nach dem Tod von Józef Retinger war Beugel von 1960 bis 1980 Generalsekretär der Bilderberg-Konferenz.
Von 1960 bis 1961 war er Vizepräsident, anschließend bis 1963 Präsident der staatlichen Fluggesellschaft KLM, anschließend Direktor mehrerer Gesellschaften in den Niederlanden, Belgien, Großbritannien und in den USA sowie von 1966 bis 1984 Professor für internationale Beziehungen an der Universität in Leiden.
Seine Schwester war die Journalistin und Autorin Ina van der Beugel (1914–2003).

## Auszeichnungen
- Ehrenkreuz des Hausordens von Oranien
- Orden vom Niederländischen Löwen
- Kommandeur des Ordens von Oranien-Nassau.

## Werke (Auswahl)
- Ernst Hans van der Beugel: 65 jaar, 1918 2 februari 1983. Brill, Leiden 1983
- Albertine Bloemendal: Reframing the Diplomat. Ernst van der Beugel and the Cold War Atlantic Community. Leiden, Brill, 2018. ISBN 978-90-04-35917-8  (Dissertation)